# HTC Sensation XE
HTC Sensation XE — коммуникатор тайваньской компании HTC, работающий под управлением Android 4.0.3 с оболочкой HTC Sense 3.6 (до марта 2012 года поставлялся с Android 2.3.4 и HTC Sense 3.0). Является усовершенствованной моделью телефона HTC Sensation (подробности ниже), и главная отличительная особенность — комплектация аппарата наушниками urBeats (при этом с апреля 2012 года продаётся также версия без наушников).

## Особенности Sensation XE
HTC Sensation XE, как и HTC Sensation XL — музыкальные коммуникаторы в линейке HTC. Для того, чтобы подчеркнуть медийную направленность устройств, в их комплектацию включены наушники Beats by Dr. Dre интегрированные с аппаратным кодеком Texas Instruments.
Кроме того, к моменту начала продаж HTC Sensation XE являлся одним из мощнейших коммуникаторов, содержащий большинство применяемых в мобильных устройствах датчиков: GPS, A-GPS, освещённости, приближения, гироскоп, компас, акселерометр и другие. Двухъядерный процессор от Qualcomm, с тактовой частотой 1,5 ГГц. Экран Sensation XE защищён сверхпрочным закалённым Gorilla class2.
Коммуникатор работает под управлением Android 4.0.3 с фирменным интерфейсом HTC Sense 3.6 (смена интерфейса разрешается производителем).

## Отличия Sensation XE от Sensation
- вместо трёхцветной задней крышки HTC Sensation в HTC Sensation XE используется одноцветная. На крышке размещен логотип Beats Audio, выполненный в красном цвете. Красный цвет получили также ободок камеры, фронтальный динамик и подсветка клавиш — все это сочетается с ярко-красным проводом наушников urBeats;
- Sensation XE комплектуются наушниками urBeats;
- увеличена ёмкость аккумулятора: с 1520 мАч до 1730 мАч;
- усовершенствован интерфейс Sense;
- увеличена тактовая частота процессора с 1.2 ГГц до 1.5 ГГц.